# Parque zoológico Loefling
El Parque zoológico Loefling (también escrito simplemente Parque Loefling o Zoológico Loefling) es un jardín zoológico de propiedad pública ubicado al suroeste del Parque Cachamay, en Ciudad Guayana, parte del Estado Bolívar en la región de la Guayana Venezolana. Recibió su nombre en honor del botánico sueco Pehr Löfling uno de los primeros en mostrar interés en la fauna y flora de esta región.
Su administración y gestión son una responsabilidad de la Corporación venezolana de Guayana (CVG) bajo la supervisión de la Fundación nacional de Parques zoológicos y Acuarios de Venezuela. (ZOO-AC-V015)

## Véase también

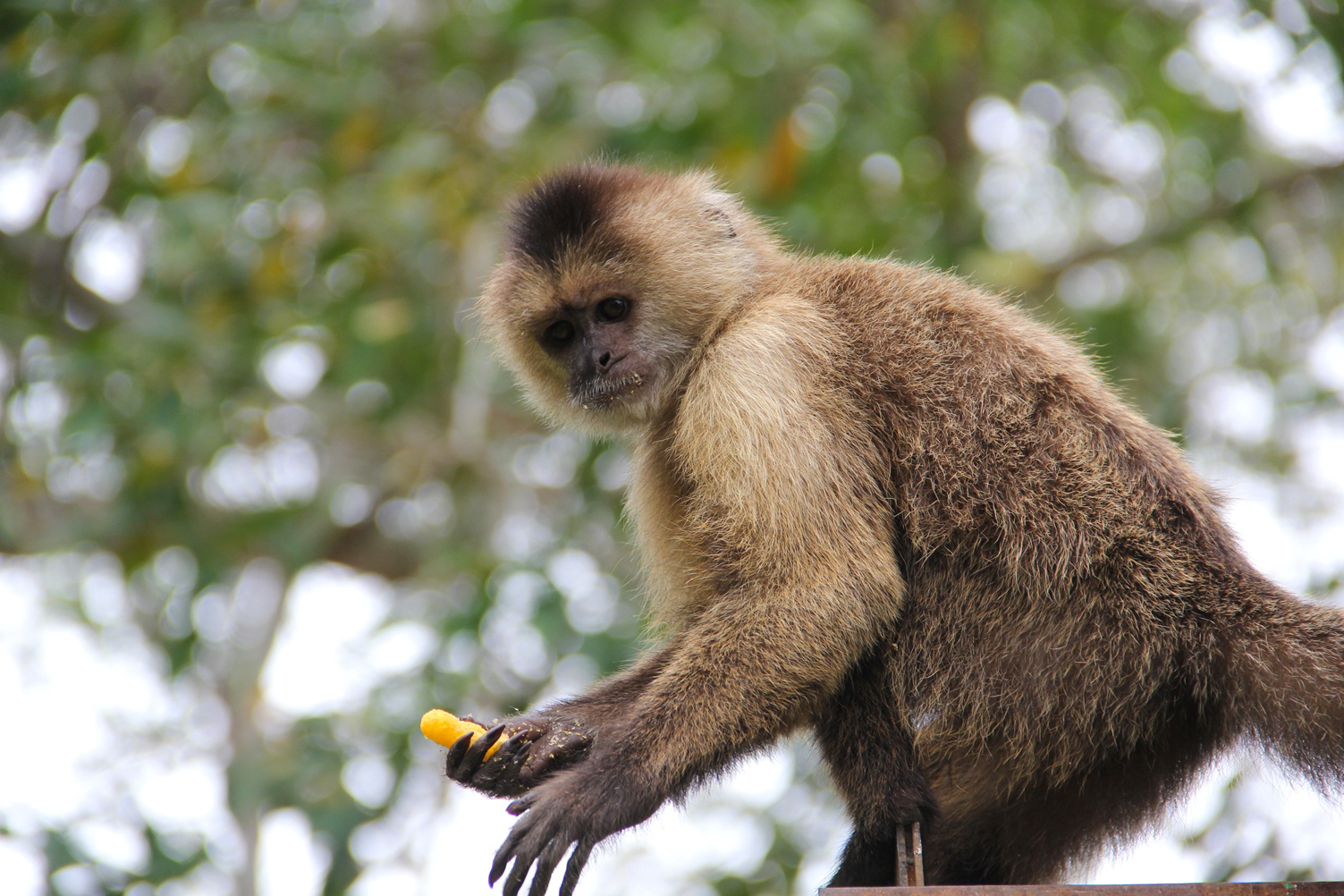
Mono capuchino